# Liste der Monuments historiques in Fallerans
Die Liste der Monuments historiques in Fallerans führt die Monuments historiques in der französischen Gemeinde Fallerans auf.

## Liste der Objekte
| Bezeichnung               | Beschreibung                     | Standort                                                  | Kennzeichnung | Schutzstatus | Datum | Bild |
| ------------------------- | -------------------------------- | --------------------------------------------------------- | ------------- | ------------ | ----- | ---- |
| Skulptur Maria immaculata | Holz, vergoldet, 19. Jahrhundert | in der Kirche Invention-des-Reliques-de-St-Étienne (Lage) | PM25002107    | Inscrit      | 1989  |      |
| Skulptur Heiliger Josef   | Holz, vergoldet, 19. Jahrhundert | in der Kirche Invention-des-Reliques-de-St-Étienne (Lage) | PM25002108    | Inscrit      | 1989  |      |